# Liste der Pfarrer von Giesel

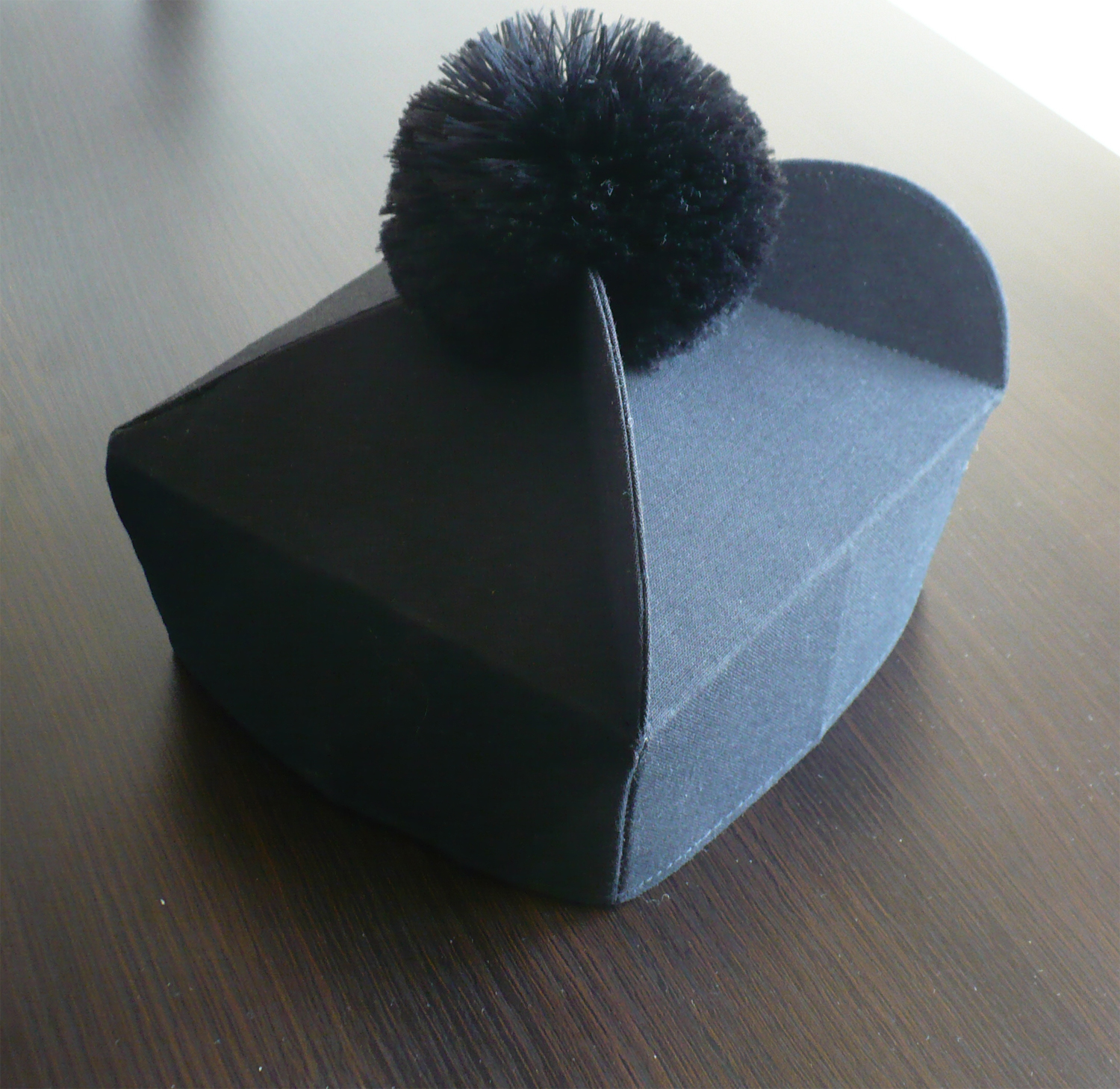
Schwarzes Birett

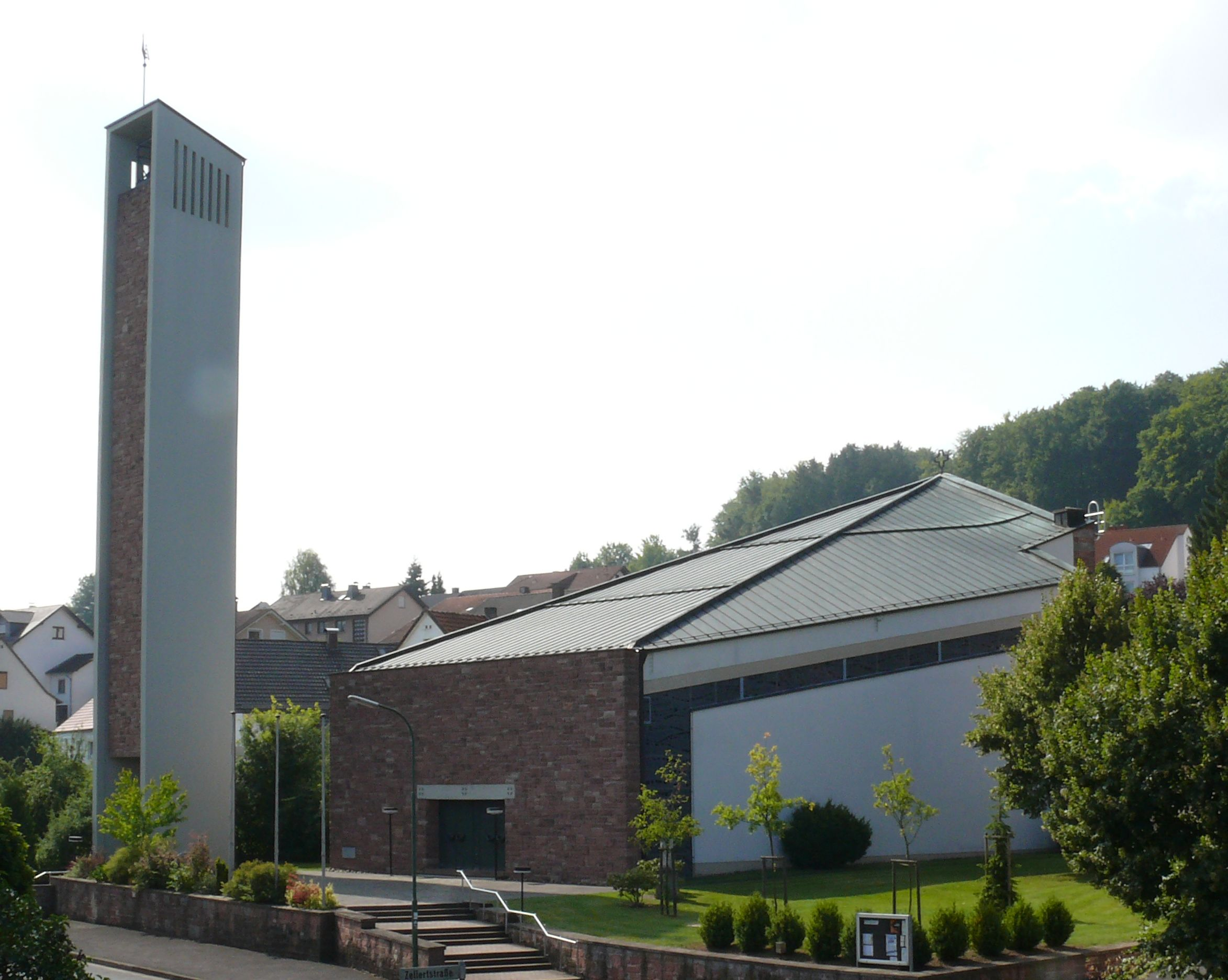
Katholische Pfarrkirche St. Laurentius

Giesel ist ein Ortsteil der Großgemeinde Neuhof, Landkreis Fulda, in Osthessen die im Bistum Fulda im Dekanat Fulda gelegen ist.
Dies ist eine Liste der römisch-katholischen Pfarrer in Giesel seit Gründung der Pfarrei im Jahr 1731 durch Fürstabt Adolf von Dalberg und der Filialgemeinde Mariä Geburt in Istergiesel ab 1830 bis zur Abtrennung unter Bischof Heinz Josef Algermissen im Jahr 2006. In diesem Jahr wurde Istergiesel Filialgemeinde der Pfarrei Johannes der Täufer in Johannesberg zugeordnet.

## Geschichte
Zunächst gab es in Giesel keine eigene Pfarrei.
- Schon um 1150 bestand eine Kapelle als Filiale von Haimbach. Eine zerfallene Kapelle, die der hl. Maria Magdalena geweiht war, wurde anlässlich ihres Wiederaufbaus 1330 erwähnt.
- 1333 wurde ein Burgkaplan Nikolaus Roslon für Giesel genannt.
- 1489 wurde die Gieseler Kapelle erneut der hl. Maria Magdalena geweiht.

Bei der geschichtlichen Aufarbeitung der Vorgeschichte von Giesel geht aus der „Descriptio Paroch. Fuld.“ von 1676 hervor, dass bereits längst vor dem Dreißigjährigen Krieg (1618–1648) ein Vikarie bestanden hat. Der Ursprung könnte auf das Jahr 1333 und den Vikar Nikolaus Roslon, der bei Kaiserlicher Leibarzt und Vikar in Giesel war Würzburger Stiftsherr. Zu dieser Zeit machte das Bistum Würzburg, welches ebenfalls von dem Missionsbischof Bonifatius bereits in den Jahren 741/742 gegründet worden war, Ansprüche auf das hiesige Gebiet im Raum Fulda geltend. Später wurde eine Grenzlinie zwischen Mainz und Würzburg mit dem Flusslauf der Fulda gezogen. Danach zählte Giesel zunächst zur  Kirchenprovinz Mainz und später zu Kurmainz.
Vikarie Giesel
Als Vikare oder Kapläne der Kaplanei bzw. Vikare sind nachgewiesen:
| Name                               | Jahr           | Bemerkungen                                                                                      |
| ---------------------------------- | -------------- | ------------------------------------------------------------------------------------------------ |
| Nikolaus Roslon                    | 1333           | Burgkaplan                                                                                       |
| Pertus Giesemar                    | 1457           | Vikar                                                                                            |
| Johannes Nybeling auch (Niebelung) | 2. August 1457 | Capellam prope Castrum Giesela (Nahe der Kapelle des Schlosses von GIESELA)                      |
| Thomas de Brachta                  | 6.8.1460       | vorher Vikar auf Schloß Rockenstuhl                                                              |
| Philippus de Wilnawe               | 1465–1469      | vorher Vikar auf der neuen Burg in Fulda, um 1480 Pfarrer in Reichenbach (Schmalkalden)          |
| Peter Bang                         | 1569–1573      | von Abt Baltasar von Dernbach versetzte ihn 1573 im Zuge der Gegenreformation nach Freiensteinau |
| Johann Traurigk                    | 1603           | danach nach Feuerthal bei Hammelburg umgezogen                                                   |
| Georg Dutsch                       | 1604–?         | später kehrte er in seine Heimatdiözese Bamberg zurück                                           |
| Magister Bremer                    | 1632–1634      | Protestantischer Prediger während der Hessischen Okkupation                                      |

Zwischen 1517 und 1648, der Zeit der Reformation, kam es auch im Bereich des Klosters Fulda zu Bestrebungen konfessioneller Veränderungen. Von 1569 bis 1573 wirkte der evangelische Kaplan Peter Bang in Giesel. 1594 gehörte die nun erwähnte Schlosskapelle wie die Einwohner des Dorfes zur Pfarrei Haimbach.
1604 kehrten anlässlich einer Rekatholisierung unter Fürstabt Balthasar von Dernbach die letzten Einwohner zum katholischen Glauben zurück. In der Zeit von 1632 bis 1634 war während der hessischen Okkupation unter Wilhelm V. von Hessen-Kassel der protestantische Prediger Magister Bremer in Giesel tätig. Im Jahre 1657 wohl unter dem Haimbacher Pfarrherrn Eberhardt Sigler (1639) (Ziegler, Zigler) wurde der heute noch in der Pfarrkirche vorhandene Taufstein aufgestellt. Mit dem Jahr 1659 beginnen unter dem Haimbacher Pfarrer Johann Kaspar Pfaff (1659–1661) der auch für Giesel zuständig war, eigene Kirchenbücher für Giesel beim Pfarramt Haimbach. Bis 1731 unter dem Haimbacher Pfarrer Joh. Nikolaus Betz (1724–1743) war Giesel Filialkirche von Haimbach.

## Gründung der Pfarrei Giesel
Im Jahre 1731 wurde unter Fürstabt Adolf von Dalberg das Dorf, Kirche und Schloss und die Wallfahrtskapelle „Zum Hl. Kreuz“ (im Waldtal bei Kleinlüder) von der römisch-katholischen Pfarrei St. Markus Haimbach abgetrennt und zu einer eigenen Pfarrei mit Pfarrkirche und einem Pfarrer im Dekanat Großenlüder erhoben.
Zur Pfarrei Giesel gehörte nun auch die Wallfahrtskapelle in Kleinheiligkreuz, der „Schlagberg“ und die „Hessenmühle“ (bis 1961, danach Pfarrei Kleinlüder).
1830 kam unter Bischof Johann Adam Rieger das 4 km entfernte Istergiesel als Filialgemeinde zu Giesel (vorher ebenfalls Pfarrei Haimbach).
Ab dieser Zeit waren die jeweiligen Pfarrer von Giesel auch für die Gottesdienstversorgung, Taufen und Beerdigungen etc. zuständig. 1840 kam Giesel zum neu gebildeten Dekanat Neuhof bei Fulda.
1856 begann der Bau der St. Laurentiuskirche, die am 4. August 1861 von Bischof Christoph Florentius Kött konsekriert wurde. 1910 zählte die Pfarrei 822 Seelen. Davon wohnten 621 in Giesel zusammen mit zehn Protestanten. 1961 wurde nach rund 100 Jahren Nutzung die 1861 konsekrierte Pfarrkirche wegen aufsteigender Feuchtigkeit im Mauerwerk und der wachsenden Gemeinde abgerissen. Sie musste einem größeren und modernen Neubau weichen und wurde am 3. Juni 1962 durch den Fuldaer Weihbischof und späteren Bischof Eduard Schick konsekriert.
Mit der Neuordnung des Bistums Fulda wegen des sich abzeichnenden Priestermangels ab dem Jahre 2002 unter Bischof Heinz Josef Algermissen wurde die Filialgemeinde Mariä Geburt (Istergiesel) im Jahre 2006 der Pfarrei Johannes der Täufer, Johannesberg zugeordnet. Mit dem Eintritt des letzten Gieseler Pfarrers in den Ruhestand wegen Erreichen des kanonischen Alters als Priester, ebenfalls im Jahre 2006, wurde Giesel dem Pastoralverbund St. Antonius von Padua, Fulda-West und dem Dekanat Fulda zugeordnet und vom Pfarrer der Pfarrei St. Markus, Haimbach administrativ mitverwaltet.
Zum 1. Januar 2021 wurde Giesel Filialgemeinde der Pfarrei St. Martin Fulda.

## Pfarrer der Pfarrei
| Jahr               | Name | Bemerkung |
| ------------------ | --- | --- |
| 1150               | Burg- oder Schlosskapelle                                                                                       | zum Kirchspiel Haimbach gehörig. Haimbach gehörte ursprünglich zu der zwischen 812 und 822 gegründeten Großpfarrei Großenlüder und zum Archidiakonat des Propstes von St. Johann in Mainz der Kirchenprovinz Mainz. |
| 1330–1333          | Burgkaplan Nikolaus Roslon                                                                                      | Kaiserlicher Leibarzt und Vikar in Giesel war Würzburger Stiftsherr |
| 1569–1573          | Kaplan Peter Bang, evangelisch                                                                                  | während der Reformationswirren im Hochstift Fulda |
| 1632–1634          | Magister Bremer, protestantischer Prediger                                                                      | während der Hessischen Okkupation des Hochstiftes durch Wilhelm V. von (Hessen-Kassel) |
|                    | Pfarrei Giesel                                                                                                  | 1731 wurde unter Fürstabt Adolf von Dalberg Giesel zur eigenen Pfarrei im Dekanat Großenlüder erhoben. Zur Pfarrei gehörte nun auch die Wallfahrtskirche Hl. Kreuz in Kleinheiligkreuz mit dem Wohnplätze Kleinheiligkreuz und den Weilern Schlagberg und Hessenmühle im Waldtal der Kalten Lüder bei Kleinlüder. |
| 1731               | Johann Sebastian Stöhr                                                                                          | aus Fulda, geboren 20. April 1867 in Fulda, (Stadtpfarrei), erster Pfarrer in Giesel von 1731 bis 1739, in Kämmerzell von 1739 bis 1753, verstorben 1753. |
| 1739–1751          | Johann Valentin Zentgraf                                                                                        | aus Dörmbachshof (Pfarrei Schwarzbach), geboren 1707, Priesterweihe 1731, Pfarrer von Giesel von 1739 bis 1751, in Hofbieber von 1751 bis 1757, und in Kämmerzell von 1757 bis 1792, verstorben 1792 (KB Kämmerzell belegt). |
| 1751–1763          | Johann Adam Blatterspiel                                                                                        | aus Fulda, (Stadtpfarrei), geboren 25. Februar 1716, Priesterweihe 1749, Kaplan in Fulda und Hattenhof, Pfarrer von Giesel von 1751 bis 1763, in Buttlar von 1763 bis 1787, verstorben 1787. |
| 1763–1863          | Johann Christian Weiss                                                                                          | aus Fulda, geboren ?, Kaplan in Burghaun von 1759 bis 1763, Pfarrer von Giesel von 1763 bis 1772, in Kirchhasel von 1772 bis 1779, verstorben am 18. September 1779 in Kirchhasel mit 49 Jahren. |
| 1772–1779          | Johann Valentin Bormann                                                                                         | aus Margretenhaun, geboren 1729, Kaplan in Motten und Herbstein, Kooperator in Margretnhenhaun 1764–1766, Pfarrer in Giesel von 1772 bis 1779, in Kirchhasel von 1779 bis 1792, verstorben 1792. |
| 1779–1795          | Johann Georg Halbleib                                                                                           | aus Brückenau, Kaplan in Schwarzbach und Hosenfeld, Pfarrer in Giesel von 1779 bis 1795, verstorben ? |
| Pfarrer aus Giesel | Philipp Kreisler, wurde am 17. August 1797 in Giesel geboren.                                                   | Nach Studium und Priesterweihe war er zunächst Stadtkaplan in Fulda (1821), Pfarrer in Großkrotzenburg (Nov. 1824 – Aug. 1835) und Erbauer der dortigen St. Laurentiuskirche (1826–1828), Hosenfeld (1835) und Oberbimbach (1853) wo er auch am 18. Dezember 1871 im Alter von 74 Jahren verstarb. |
| 1795–1801          | Konrad Böhm | aus Fulda, geboren 26. März 1751 (Dompfarrei), Kaplan bzw. Pfarrverweser in Borsch, Schleid und Kranlucken, Pfarrer in Giesel von 1795 bis 1801, in Burghaun von 1801 bis 1826, verstorben 1826. |
| 1801–1829          | Johann Bettinger – Schreibweise auch Böttinger                                                                  | aus ? geboren ? Kaplan in Schmalnau Pfarrer in Giesel von 1801 bis 1829 verstorben mit 76 Jahren, davon 28 Jahre in Giesel, am 5. März 1829 (KB Giesel). |
| 1830–1843          | Johann Franz Martin Kollinger                                                                                   | aus Fulda, getauft 8. Januar 1798 (Stadtpfarrei), Kaplan in Margretenhaun, Pfarrer in Giesel von 1830 bis 1843, anschließend Pfarrer in Großkrotzenburg. 1857 hat er dort den noch fehlenden Turmhelm der St. Laurentiuskirche erbaut. Verstorben als Pfarrer von Großkrotzenburg am 14. Oktober 1870. |
| 1843–1849          | Georg Paul Körber                                                                                               | aus Fulda, (Stadtpfarrei), geboren 1806, Kaplan in Fulda und Flieden, Pfarrer in Giesel von 1843 bis 1849, anschließend Hospitalpfarrer in Fulda 1849–1853, verstorben am 10. Oktober 1868 in Aachen. |
| 1849–1871          | Konstantin Damian Graner – Erbauer der alten St. Laurentiukirche (1856-1859)                                    | aus Neuhof, geboren 1811 in Rommerz, Sohn des Oberförsters Bernhard Graner, Priesterweihe: 1837, Kaplan in Burghaun (1837–1849), Pfarrer in Giesel von 1849 bis 1871, In seiner Amtszeit ist die inzwischen 1962 abgebrochene alte Laurentius-Kirche in Giesel gebaut worden (1856–1859). verstorben 1871 in Giesel. In seiner Amtszeit wurde 1864 alsdann für die Filialgemeinde Istergiesel eine Kapelle aus Sandsteinmauerwerk genehmigt. |
| 1871–1906          | Martin Günst | aus Naumburg (Kassel), geboren 1834, Priesterweihe 1858, Kaplan in Neuhof, Burghaun und Hersfeld, Kooperator in Hattenhof 1858–1860, Pfarrer in Hauswurz (1869–1871), Pfarrer in Giesel von 1871 bis 1906, 1890 wird seiner Amtszeit vom Orgelbauer Heinrich Hahner aus Fulda die erste Orgel in Giesel gebaut, verstorben 1906. |
| 1906–1914          | Andreas Weigand                                                                                                 | aus Altenmittlau (Gelnhausen), geboren 1866, Priesterweihe 1894, Kaplan in Eiterfeld und Neustadt, Kurat in Alsberg und Birstein, Schulvikar in Butterstadt, Pfarrer in Apolda von 1903 bis 1906, Pfarrer in Giesel von 1906 bis 1914, anschließend Pfarrer in Großentaft, verstorben 1925. |
| Pfarrer aus Giesel | Johannes Block                                                                                                  | gebürtig am 14. Juni 1906 in Essen. Seine Gieseler Eltern mit Johann Blasius Block konnten um 1900 durch die wirtschaftliche Entwicklung des Ruhrgebietes im Zeitraum 1871 bis 1914 den damaligen Anwerbung neuer Arbeitskräfte nicht widerstehen und sind somit als „Westfalengänger“ nach Essen abgewandert, um Arbeit und Brot zu finden. Ihr Sohn Pfarrer Johannes Block empfing am 24. Februar 1933 unter Kardinal Karl Joseph Schulte die Priesterweihe im Hohen Dom zu Köln nach seelsorgerischen Tätigkeiten in Lommersum, Königswinter, Neunkirchen und Neuß-Weißenberg wurde er zur 1941 zur Wehrmacht einberufen. Nach dem Krieg zum Studium beurlaubt, war er dann Religionslehrer tätig. Aus gesundheitlichen Gründen musste der 1952 den Ruhestand treten und lebte seitdem in der Pfarrei St. Clemens Maria Hofbauer, Essen dort war er bis einige Monate bis zu seinem Tode am 13. September 1987 seelsorgerisch im Hedwig-Dransfeld-Haus tätig. Seine Bestattung erfolgte am 17. September 1987 auf dem Katholischen Helenenfriedhof in Essen. |
| 1914–1927          | Heinrich Lecher                                                                                                 | aus Niederklein (Marburg), geboren 1876, Priesterweihe 1901, Kaplan in Batten, Eiterfeld und Marborn, Pfarrer in Giesel von 1914 bis 1927, in Steinhaus von 1928 bis 1949, verstorben 1952. |
| 1928–1936          | Karl Graf | aus Allendorf (heute Stadtallendorf bei Marburg), geboren 1875, Priesterweihe 1903, Kaplan in Neuhof, Somborn, Blankenau und Kämmerzell, Pfarrer in Giesel von 1928 bis 1936, 1929 Gründer des Katholischen Gesellenvereins Giesel (später: Kolpingsfamilie Giesel), anschließend Pfarrer in Erfurtshausen, verstorben 1959, Grabstätte Friedhof Erfurtshausen. |
| 1936–1938          | Hermann Josef Büttner                                                                                           | aus Hünfeld, geboren 1890, Priesterweihe 1915, Kaplan in Erfurtshausen, Marburg und Vacha, Kurat in Marborn, Pfarrer in Giesel von 1936 bis 1938, verstorben 1938. |
| 1938–1956          | Valentin Haas                                                                                                   | aus Hahnershof (Elters/Rhön), geboren 1884, Priesterweihe am 15. Juli 1913, Kaplan in Ulmbach, Anzefahr und Flieden, Kurat in Wölf und Bermbach, Pfarrer in Niederorschel von 1934 bis 1938, Pfarrer in Giesel von 1938 bis 1956, 1946 Wiederbegründer der Kolpingsfamilie Giesel nach dem Zweiten Weltkrieg. In 1954/1955 wurde ihm wegen Krankheit Kaplan Hubert Wiederhold als Kooperator zur Seite gestellt, bevor dieser 1955 als Kaplan nach Gensungen versetzt wurde. 1956, mit 70 Jahren erfolgte am 1. Mai 1950 die Versetzung in den Ruhestand, wo er als Hausgeistlicher noch im Schwesternhaus Hilders wirkte, verstorben am Ostersonntag 7. April 1958 und in seinem Heimatort Elters beigesetzt. |
| 1956–1958          | Eduard Paul Geistlicher Rat, Dechant                                                                            | aus Emsdorf, geboren 1906, Priesterweihe 1932, Kaplan in Margretenhaun, Dipperz, Neuhof, Kurat in Mernes, Pfarrer in Giesel von 1956 bis 1958, anschließend Pfarrer in Flieden und Ernennung zum Dechanten des Dekanates Neuhof, Versetzung in den Ruhestand 1973, verstorben 1979. |
| 1958–1960          | Otto Rosenkranz                                                                                                 | aus Elbing (Ostpreußen), geboren 1902, Priesterweihe 1928, Kaplan in Peterswalde (Kreis Braunsberg), Tolksdorf, Mehlsack, Pfarrer in Johannisburg (Ostpreußen) von 1937 bis 1945, anschließend Seelsorger zur Aushilfe in Batten, Tann, Seiferts, Pfarrer (Daueradministrator) in Giesel von 1958 bis 1960, anschließend Pfarrer in Haselstein, Züntersbach, verstorben 1971. |
| 1960–1966          | Josef Mönninger Dechant, Domkapitular Erbauer von St. Laurentius (1962)                                         | aus Rüdigheim (Marburg), päpstlicher Kaplan mit dem Titel Monsignore und Ehrenprälat, geboren am 2. Dezember 1919, Priesterweihe 24. Juli 1949 durch Bischof Johann Baptist Dietz, Kaplan in St. Sturmius und Stadtpfarrei Fulda, 1955 Diözesanpräses des Kolpingwerkes, 1956 Diözesanjugendseelsorger, Pfarrer in Giesel von 1960 bis 1966 in der er 1961 die nach 101 Jahren Nutzung die Vorgängerkirche wegen naufsteigender Feuchtigkeit die neue St.-Laurentius-Kirche errichtete, Pfarrer in St. Bonifatius, Kassel 1966–1976, 1972 Ernennung zum Dechant bzw. Regionaldechant Kassel, 1977 Ernennung zum Ordinariatsrat und Ehrendomkapitular und 1978–1989 Domkapitular und Leiter des Seelsorgeamtes, 1984–1995 Vorsitzender des Diözesan-Caritasverbandes. Mit Erreichen der kanonischen Altersgrenze von 75 Jahren Versetzung in den Ruhestand. Er verstarb am 3. Januar 2017 in Fulda. Grabstätte: Friedhof Amöneburg-Rüdigheim. |
| 1966–1978          | Anton Paul Geistlicher Rat                                                                                      | aus Emsdorf (Marburg), geboren 13. März 1912, Priesterweihe 1938 durch Diözesanbischof Joseph Damian Schmitt, Kaplan in Suhl, (1939) Eisenach, (1948) Bad Frankenhausen und (1951) Hofgeismar, Kurat in (1956) Melsungen, Pfarrer in Giesel und Istergiesel von 1966 bis 1978, Versetzung in den Ruhestand am 31. Juli 1978, Hausgeistlicher im St. Josefsheim, Fulda, verstorben 81-jährig im 55. Jahr seines Priestertums am Samstag, den 24. April 1993 in Fulda. Grabstätte: Friedhof Emsdorf. |
| 1978–1979          | Pater Heinrich Janas Pallottiner (SAC), Limburg                                                                 | aus Prag, geboren am 26. Januar 1935, Novize bei den Pallottinern, erste Profess am 25. April 1958, Priesterweihe am 17. Juli 1962, Präfekt in Salzburg und Rheinberg, Kaplan in Winklern (Kärnten), Kaplan in Solingen von 1966 bis 1970, Kaplan in St. Andreas in Fulda-Neuenberg von 1970 bis 1981, in dieser Zeit zwischen Pfr. Paul und Pfr. Faulstich ein Jahr Pfarradministrator in Giesel. Pfarrer der Gemeinde St. Gallus, St. Laurentius und St. Sebastian in Alzenau-Michelbach, Unterfranken, von 1981 bis 2003, zeitweise Religionslehrer an der Realschule in Alzenau, verstorben am 2. Juli 2003 im Missionshaus der Pallottiner in Limburg, Grabstätte: Friedhof des Missionshauses der Pallottiner in Limburg. |
| 1979–1984          | Rudolf Faulstich Geistlicher Rat                                                                                | aus Blankenau, geboren am 14. Dezember 1914, Priesterweihe 1948 durch Bischof Johann Baptist Dietz, Kaplan in Rasdorf und Marbach, Kurat in Momberg, Pfarrer in Hosenfeld von 1964 bis 1978, aus gesundheitlichen Gründen 1978 wegen Krankheit in den Ruhestand versetzt, Aushilfe in Löschenrod, Pfarrer in Giesel seit 1. Mai 1979 Ruheständler mit Wohnsitz in Bimbach, verstorben: 16. März 1998 im Alten- und Pflegeheim St. Elisabeth, Blankenau, Grabstätte: Friedhof Blankenau. |
| 1984–1989          | Josef Schminke                                                                                                  | aus Fulda geboren am 20. Mai 1916, Priesterweihe am 27. Juni 1948 durch Bischof Johann Baptist Dietz, Kaplan in (1948) Eschwege, (1953) Melsungen, (1956) Fritzlar, (1963) Pfarrkurat in der neu gebildeten Pfarrei St. Ulrich in Hünfeld, Pfarrer in Giesel vom 2. Mai 1984 bis zu seinem Tode am 29. März 1989, im 41. Jahr seines Priestertums, Grabstätte: Ehrengrab neben dem Friedhofskreuz auf dem Friedhof in Giesel. |
| 1989–2006          | Bernhard Langner                                                                                                | aus Fraustadt in Schlesien, geboren am 9. Dezember 1941, 1966 Abitur (Erzbischöfliches Gymnasium in Neuss). Studium der Philosophie und Theologie in Fulda und Freiburg. Priesterweihe am 26. März 1972 im Fuldaer Dom durch Diözesanbischof Adolf Bolte, Hilfsgeistlicher in Hauswurz, Kaplan in Marbach 1972–1975, Kaplan in der Stadtpfarrei St. Blasius Fulda 1975–1978, Pfarrkurat in Wetter 1978, Pfarrer in Aufenau von 1978 bis zum 31. August 1989, Pfarrer in Giesel vom 1. September 1989 bis zum 31. August 2006, Versetzung in den Ruhestand zum 1. September 2006, Ruheständler mit Wohnsitz ab 11. Januar 2007 in Aufenau und arbeitet in der Seelsorge in Mernes mit. Aufgrund der Auswirkungen des Priestermangels im Bistum war Pfarrer Langner als 24. Pfarrer der vorerst letzte Stelleninhaber in der Pfarrei. |
| 2006–2012          | Winfried Abel Geistlicher Rat                                                                                   | Dechant des damaligen Dekanates Fulda. aus Fulda, geboren am 5. Februar 1939, Priesterweihe am 21. März 1964 im Dom zu Fulda durch Diözesanbischof Adolf Bolte, Kaplan in Somborn und Fulda, ab 1970 13 Jahre lang Gefängnisseelsorger in Kassel, 1983 bis 1986 geistlicher Leiter des Franziskushofes, des ökumenischen Lebenszentrums in Schloss Craheim bei Wetzhausen Schloss Craheim, 1986 bis 1989 Leiter des ehem. Bischöflichen Konvikt „Haus Immanuel“ geistliches Jugendzentrum, Fulda, Pfarrer von St. Andreas in Fulda-Neuenberg seit 1. Oktober 1989, gleichzeitig Pfarrer (Administrator) in Giesel mit Wirkung vom 1. September 2006 im (Pastoralverbund St. Antonius von Padua, Fulda-West) bis zu seinem Verzicht aus gesundheitlichen Gründen im Jahre 2012. Von Oktober 1989 bis zu seinem Eintritt in den Ruhestand im August 2014 war Winfried Abel Pfarrer der Pfarrei St. Andreas in Fulda-Neuenberg. Von August 2006 bis März 2012 war er zusätzlich Pfarradministrator in Giesel. 1997 wurde er darüber hinaus Geistlicher Beirat der Gemeinschaft der Pfarrhaushälterinnen „St. Elisabeth“ in der Diözese Fulda. Von 2003 bis 2007 war er Dechant des damaligen Dekanates Fulda. Pfarrer Abels „Alpha-Kurse“ zur Glaubensvermittlung an kirchlich Interessierte und Fernstehende erfreuten sich großen Zuspruchs. Er war aber nicht nur seelsorglich, sondern auch literarisch sehr engagiert. So ist er unter anderem bis heute Autor der Reihe „Sonntagsgedanken“ in der Fuldaer Zeitung. Außerdem verfasste er eine Festspiel-Trilogie, die in der Öffentlichkeit große Beachtung fand: zum 975. Jubiläum von St. Andreas (1998) „Der Kaiser und der Abt“, zum 1250. Jubiläum des Todes des hl. Bonifatius (2004) „Bonifatius lebt“ und zum 650-jährigen Dorfjubiläum von Heubach (2006) „Der Bauer und der Abt“. Ferner wirkte er als theologischer Berater der Kirchenzeitung „Bonifatiusbote“ und ist heute noch aktiver Mitarbeiter bei Radio Horeb, Radio Maria-Österreich, EWTN und KT-V durch Radioexerzitien und eine Vielzahl von Vorträgen. Pfarrer Abel wirkt heute als Spiritual am überdiözesanen Priesterseminar „Leopoldinum“ Stift Heiligenkreuz (Niederösterreich) in Österreich, hat aber seinen Hauptwohnsitz in Großenbach, wo er zu Ferienzeiten in der Seelsorge aushilft. |
| 2012–2020          | Markus Schneider                                                                                                | aus Fulda, geboren am 25. August 1962, Priesterweihe am 9. Dezember 1990 durch Diözesanbischof Johannes Dyba. Kaplan in Mariä Namen, Hanau (1990), und in St. Bartholomäus, Hilders (1993). Seit 1. August 1995 Pfarrer der Pfarrei St. Markus in Fulda-Haimbach. Dazu kamen zusätzlich im Januar 2006 die Administrationen der Pfarreien Hl. Kreuz, Fulda-Maberzell, am 12. März 2012 die der Pfarrei Giesel und im August 2014 die der Pfarrei St. Andreas in Fulda-Neuenberg. Seit 2006 ist er Moderator des Pastoralverbundes St. Antonius von Padua – Fulda West. Christian Schwierz ist mit Wirkung vom 1. August 2014 zum Kaplan im Pastoralverbund St. Antonius von Padua – Fulda West mit Wohnsitz in der Pfarrei Zum Hl. Kreuz in Maberzell ernannt worden. Am 1. Juli 2016 wurde er zum Subsidiar (mitarbeitenden Priester) im Pastoralverbund mit dem Titel „Pfarrer“ von Bischof Heinz Josef Algermissen ernannt. Pfarrer Christian Schwierz ist mit Wirkung vom 1. Februar 2018 zum Subsidiar (mitarbeitenden Priester) im Pastoralverbund St. Marien Eichenzell ernannt worden. Er tritt die Nachfolge von Pfarrer Günter Wondrak an. Peter Göb (vorher von 1997 bis 2014 Pfarrer in Vellmar, Heilig Geist-Pfarrei). 2014 Berufung durch Bischof Algermissen zum Ordinariatsrat und Leiter des Seelsorgeamtes des Bistums Fulda und gleichzeitig von 2014 bis 2017 mitarbeitender Priester im Pastoralverbund St. Antonius von Padua, Fulda-West. Nach Erkrankung ab August 2017: Pfarrer in Homberg und Borken. Christian Schmitt wurde zum 1. Februar 2018 neuer mitarbeitender Priester (Subsidiar) als Pfarrer (zuvor Pfarrer von St. Kilian, Kalbach) ernannt. Zugleich erhält er die Beauftragung zur Mithilfe in der Schülerseelsorge im Pastoralverbund. Nach über 3 Jahren seelsorgerischen Wirkens tritt Christian Schmitt am 1. Juli 2021 eine Stelle in der katholischen Seelsorge in der Bundespolizei in Koblenz an. Jürgen Heldmann sollte zum Gründonnerstag, 1. April 2021 für Christian Schmitt als mitarbeitender Priester (Subsidiar) seinen seelsorgerisch-priesterlichen Dienst in der Pfarrei St. Martin beginnen, verstarb aber plötzlich und unerwartet im 53. Lebensjahr und im 26. Jahr seines Priestertums am Palmsonntag 2021. Pfarrer Jürgen Heldmann war bis Sommer 2020 in der Pfarrei St. Familia Bruchköbel tätig und wurde am 7. April 2021 auf dem Friedhof in Eichenzell bestattet. Pfarrer Raj Arulmarianathan als Nachfolger von Christian Schmitt wurde zum 1. August 2021 neuer mitarbeitender Priester (Subsidiar) als Pfarrer von Bischof Michael Gerber im Pastoralverbund St. Antonius von Padua, Fulda-West beauftragt. Zuvor wirkte er in der Pfarrei St. Elisabeth in Fulda deren Kirche im Mai 2021 profaniert wurde. |
| 2021               | Zusammenschluss der Pfarreien des bisherigen Pastoralverbundes zur neuen Pfarrei St. Martin, Fulda im Jahr 2021 | Die bisherige Pfarrgemeinde St. Laurentius (Giesel) gehört seit 1. Januar 2021 als Filialgemeinde zur Pfarrei "St. Martin" Fulda, zu der sich alle bisherigen Gemeinden des Pastoralverbundes St. Antonius von Padua Fulda-West zusammengeschlossen haben. Die Pfarrkirche ist die Kirche St. Andreas (Fulda-Neuenberg) in Fulda-Neuenberg. Zum 1. Januar 2021 hat der Fuldaer Bischof Michael Gerber die neue Pfarrei St. Martin Fulda errichtet. Die seelsorgerische Betreuung der Pfarrangehörigen bleibt unverändert bei Pfarrer Markus Schneider und bei dem Subsidiar Christian Schmitt. Ein Team aus hauptamtlichen und ehrenamtlichen Mitarbeitern sorgt sich um die spirituellen Belange. |
| Pfarrer aus Giesel | Philipp Schöppner                                                                                               | gebürtig aus Giesel wurde am 22. Mai 2021 im Fuldaer Dom durch Bischof Michael Gerber zum Priester geweiht. |